# Trarydsmagasinet
Trarydsmagasinet är en sjö i Ljungby kommun och Markaryds kommun i Småland och ingår i Lagans huvudavrinningsområde. Sjön har en area på 1,75 kvadratkilometer och ligger 125,8 meter över havet. Sjön avvattnas av vattendraget Lagan (Härån).

## Delavrinningsområde
Trarydsmagasinet ingår i det delavrinningsområde (627497-137400) som SMHI kallar för Nedlagd mätstation. Medelhöjden är 145 meter över havet och ytan är 23,61 kvadratkilometer. Räknas de 262 avrinningsområdena uppströms in blir den ackumulerade arean 5 158,66 kvadratkilometer. Avrinningsområdets utflöde Lagan (Härån) mynnar i havet. Avrinningsområdet består mestadels av skog (63 %) och sankmarker (18 %). Avrinningsområdet har 1,74 kvadratkilometer vattenytor vilket ger det en sjöprocent på 7,4 %. Bebyggelsen i området täcker en yta av 0,32 kvadratkilometer eller 1 % av avrinningsområdet.